# Montemilone
Montemilone község (comune) Olaszország Basilicata régiójában, Potenza megyében.

## Fekvése
Puglia és Basilicata régiókhatárán, dombvidéki területen fekszik. Határai: Lavello, Minervino Murge, Spinazzola és Venosa.

## Története
A települést az i.e. 3. században alapították valószínűleg városukból elűzött venusiai lakosok. A 8. században baziliánus szerzetesek telepedtek meg, majd a 9. századtól kezdődően püspöki székhely lett. A következő századokban hűbérbirtok volt. A 19. század elején, amikor a Nápolyi Királyságban felszámolták a feudalizmust, önálló község lett.

## Népessége
A népesség számának alakulása:

## Főbb látnivalói
- Palazzo Siniscalchi
- Schiaffone-kút
- Santa Maria Gloriosa-szentély
- Santo Stefano-templom
- Immacolata Concezione-templom